# Tham Kong Lo

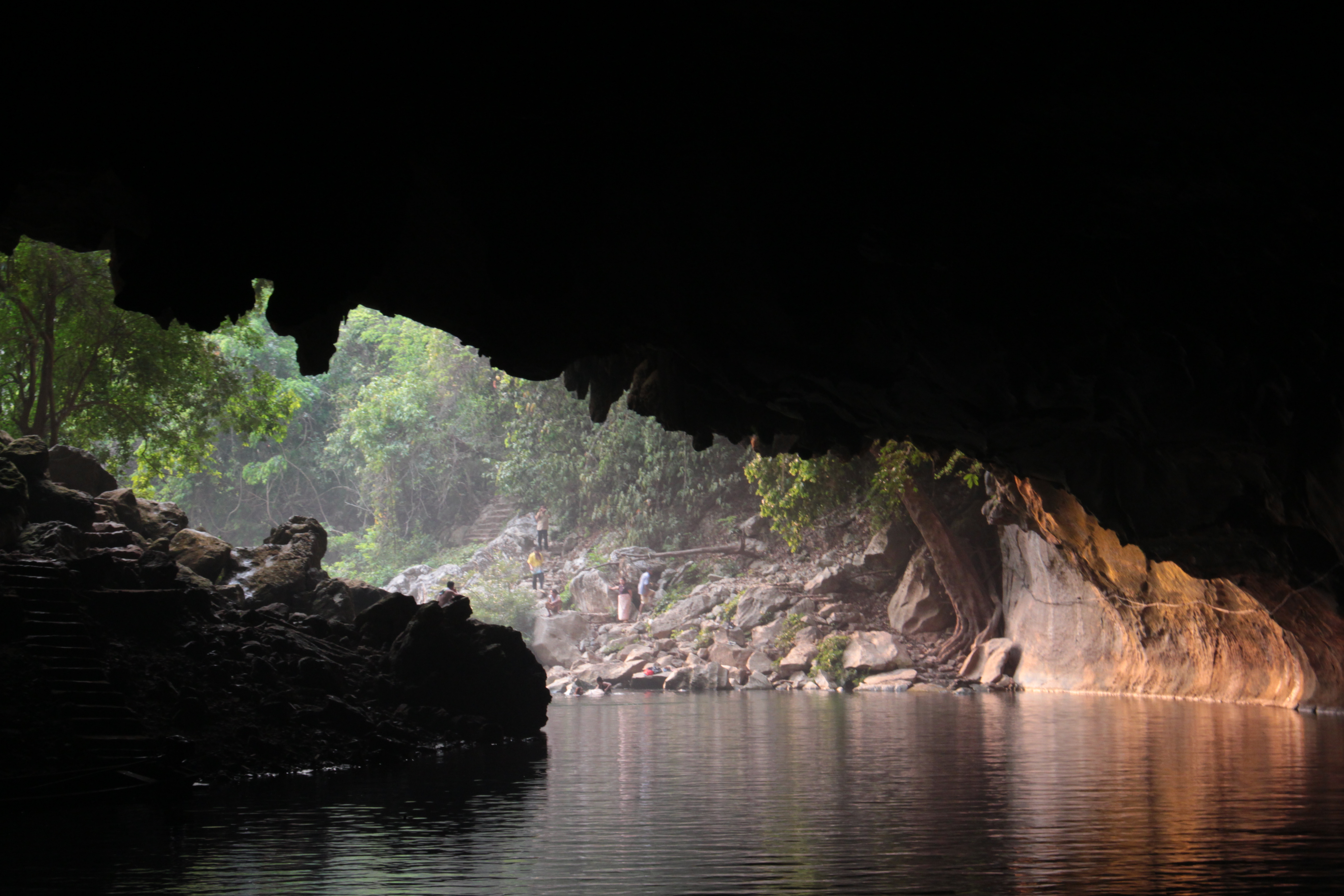
Nordwestlicher Ausgang

Tham Kong Lo (oder Kong-Lor-Höhle, laotisch ຖ້ຳກອງລໍ) ist eine Höhle in der Nähe von Ban Kong Lo, Provinz Khammuan, in Laos. Sie ist 7,5 km lang und kann per Boot durchfahren werden. Die größte Ausdehnung erreicht die Höhle mit 90 Metern Breite und 100 Metern Höhe. Verschiedene Stalaktiten- und Kalkstein-Formationen sind zu besichtigen.